# El-Hagarsa
El-Hagarsa ist ein archäologischer Fundplatz (und der Name eines nahe liegenden namensgebenden Dorfes) in Oberägypten, etwa 8,5 km südlich von Sohag gelegen. Hier befindet sich eine Nekropole des Alten Reiches mit diversen Felsgräbern, von denen einige dekoriert sind. Es ist unsicher, welcher antike Ort sich in der Nähe befand. In den Gräbern wird ein Ort Schenher genannt; fraglich ist jedoch, ob dieser mit El-Hargarsa in Verbindung steht.
Die Fundstätte wurde von der Expedition unter Karl Richard Lepsius besucht, der auch einige Inschriften dreier Gräber (Sobeknefer, Anchi, Mery) unter dem Namen El Eschesch publizierte. Einige Grabanlagen wurden auch von Flinders Petrie aufgenommen und 1908 publiziert. Zwischen 1993 und 1995 veröffentlichte ein australisches Team unter Naguib Kanawati drei Bände, in denen alle dekorierten Grabanlagen publiziert und auch neu gefundene, unberaubte Gräber veröffentlicht wurden.

## Wichtige Grabanlagen
| Nr. | Name des Grabinhabers | Datierung                          | Anmerkung                                                           |
| --- | --------------------- | ---------------------------------- | ------------------------------------------------------------------- |
| A3  | Kaiemnefret           | 5. Dynastie                        |                                                                     |
| A6  | Neferther             | 5. Dynastie                        | Grabkapelle hat nur dekorierten Türsturz                            |
| B8  | Iufu                  | 6. Dynastie                        |                                                                     |
| B13 | Anchi                 | 6. Dynastie                        |                                                                     |
| B19 | Chui                  | 6. Dynastie                        |                                                                     |
| B18 | Sobeknefer            | 6. Dynastie                        |                                                                     |
| C2  | Mery                  | 6. Dynastie                        |                                                                     |
| D4  | Wahi                  | Ende Altes Reich oder etwas später |                                                                     |
| D11 | Hefefi                | Ende Altes Reich oder etwas später | Kapelle undekoriert, Grabkammer war intakt                          |
| D14 | Hefefi                | Ende Altes Reich oder etwas später | einzige Dekoration ist das Bild des Grabherrn am Eingang des Grabes |
| D18 | Meryaa                | Ende Altes Reich oder etwas später |                                                                     |
| D30 | Bechen                | Ende Altes Reich oder etwas später | Kapelle undekoriert, Grabkammer war intakt                          |